# Marija Vida Kovačič
Marija Vida Kovačič (r. Sever), slovenska urednica in prevajalka * 16. januar 1926, Ljubljana, † 14. avgust 1978, Ljubljana
Po drugi svetovni vojni je bila od 1948 do leta 1976 urednica na reviji PIL - Pionirski list, kjer je urejala mladinsko književnost in prevajala mladinska besedila.

### Zasebno
Njen mož je bil pisatelj Lojze Kovačič, sinova pa pedagog Dare Kovačič in  prof. filozofije in znani kantavtor Jani Kovačič.